# Pixie Lott
Pixie Lott, właściwie Victoria Louise Lott (ur. 12 stycznia 1991 w Bromley w hrabstwie Kent) – brytyjska piosenkarka, autorka piosenek, aktorka i tancerka.

## Życiorys

### Dzieciństwo
Victoria Lott w wieku 5 lat uczęszczała w soboty na zajęcia ze śpiewu i tańca. Została nagrodzona stypendium w Akademii Sztuki Teatralnej.

### Kariera
Podczas nauki w Akademii Sztuki Teatralnej wystąpiła w musicalu Chitty Chitty Bang Bang na West Endzie. W wieku 15 lat, z pomocą Antonio „L.A.” Reida, podpisała kontrakt płytowy z wytwórnią muzyczną The Island Def Jam Music Group. 7 czerwca 2009 roku ukazał się jej debiutancki singel – „Mama Do (Uh Oh, Uh Oh)”. Utwór zapowiadał pierwszy album studyjny piosenkarki zatytułowany Turn It Up, który wydany został 7 września 2009 roku.

## Dyskografia

### Single
| Rok                                                                 | Singel                                  | Najwyższa pozycja w notowaniu | Najwyższa pozycja w notowaniu | Najwyższa pozycja w notowaniu | Najwyższa pozycja w notowaniu | Najwyższa pozycja w notowaniu | Najwyższa pozycja w notowaniu | Najwyższa pozycja w notowaniu | Najwyższa pozycja w notowaniu | Najwyższa pozycja w notowaniu | Najwyższa pozycja w notowaniu | Najwyższa pozycja w notowaniu | Najwyższa pozycja w notowaniu | Najwyższa pozycja w notowaniu | Najwyższa pozycja w notowaniu | Najwyższa pozycja w notowaniu | Najwyższa pozycja w notowaniu | Album               |
| Rok                                                                 | Singel                                  | AT                            | AU                            | BE FLA                        | BE WAL                        | BR                            | CH                            | DE                            | DK                            | ES                            | EU                            | FR                            | IE                            | NL                            | NZ                            | SE                            | UK                            | Album               |
| ------------------------------------------------------------------- | --------------------------------------- | ----------------------------- | ----------------------------- | ----------------------------- | ----------------------------- | ----------------------------- | ----------------------------- | ----------------------------- | ----------------------------- | ----------------------------- | ----------------------------- | ----------------------------- | ----------------------------- | ----------------------------- | ----------------------------- | ----------------------------- | ----------------------------- | ------------------- |
| 2009                                                                | „Mama Do (Uh Oh, Uh Oh)”                | 47                            | 55                            | 22                            | 30                            | 61                            | 12                            | 37                            | 8                             | 12                            | 5                             | 10                            | 13                            | 15                            | 19                            | 22                            | 1                             | Turn It Up          |
| 2009                                                                | „Boys and Girls”                        | —                             | 67                            | 8                             | 13                            | 30                            | —                             | —                             | —                             | —                             | 10                            | —                             | 4                             | —                             | —                             | —                             | 1                             | Turn It Up          |
| 2009                                                                | „Cry Me Out”                            | —                             | —                             | —                             | —                             | 81                            | 66                            | —                             | —                             | —                             | 40                            | —                             | 31                            | —                             | —                             | —                             | 12                            | Turn It Up          |
| 2010                                                                | „Gravity”                               | —                             | —                             | —                             | —                             | —                             | —                             | —                             | —                             | —                             | —                             | —                             | —                             | —                             | —                             | —                             | 20                            | Turn It Up          |
| 2010                                                                | „Turn It Up”                            | —                             | —                             | —                             | —                             | —                             | —                             | —                             | —                             | —                             | —                             | —                             | —                             | —                             | —                             | —                             | 11                            | Turn It Up          |
| 2010                                                                | „Broken Arrow”                          | —                             | —                             | —                             | —                             | —                             | —                             | —                             | —                             | —                             | —                             | —                             | 30                            | —                             | —                             | —                             | 12                            | Young Foolish Happy |
| 2011                                                                | „All About Tonight”                     | —                             | —                             | —                             | —                             | —                             | —                             | —                             | —                             | —                             | —                             | —                             | 9                             | —                             | —                             | —                             | 1                             | Young Foolish Happy |
| 2011                                                                | „What Do You Take Me For” (ft. Pusha T) | —                             | —                             | —                             | —                             | —                             | —                             | —                             | —                             | —                             | —                             | —                             | —                             | —                             | —                             | —                             | —                             | Young Foolish Happy |
| 2012                                                                | „Bright Lights” (ft. Tinchy Stryder)    | —                             | —                             | —                             | —                             | —                             | —                             | —                             | —                             | —                             | —                             | —                             | —                             | —                             | —                             | —                             | —                             | —                   |
| „—” oznacza wydania nie notowane lub brak wydania w danym państwie. |                                         |                               |                               |                               |                               |                               |                               |                               |                               |                               |                               |                               |                               |                               |                               |                               |                               |                     |

### Inne notowane utwory
| Rok  | Utwór          | Najwyższa pozycja w notowaniu | Najwyższa pozycja w notowaniu | Najwyższa pozycja w notowaniu | Album      |
| Rok  | Utwór          | UK                            | UK R&B                        | IE                            | Album      |
| ---- | -------------- | ----------------------------- | ----------------------------- | ----------------------------- | ---------- |
| 2009 | „Use Somebody” | 52                            | —                             | —                             | Turn It Up |
| 2009 | „I Got Soul”   | 10                            | 5                             | 19                            |            |

## Filmografia
| Rok  | Film            | Rola | Notka                 |
| ---- | --------------- | ---- | --------------------- |
| 2010 | Fred: The Movie | Judy | Pierwsza rola filmowa |

## Telewizja
- „Switch/Sound” (BBC2) – wywiad i występ na żywo
- T4 (Channel 4) – występ na żywo
- Freshly Squeezed (Channel 4) – występ na żywo
- MTV (MTV) – występ na żywo
- GMTV (ITV) – występ na żywo
- Celebrate The Sound Of Music (BBC1) – Louisa Von Trapp
- Genie In The House[11]
- Loose Women (ITV) – występ na żywo